# Heinrich Ehmsen

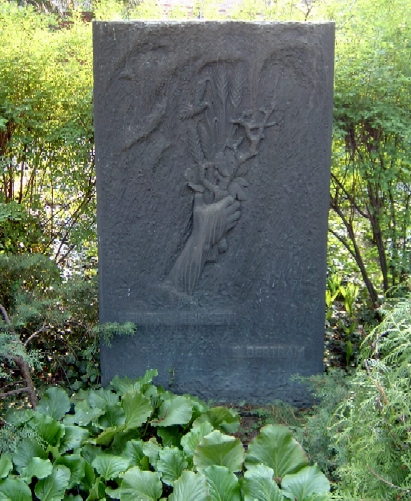
Grab von Heinrich Ehmsen auf dem Dorotheenstädtischen Friedhof in Berlin

Heinrich Ehmsen (* 9. August 1886 in Kiel; † 6. Mai 1964 in Ost-Berlin) war ein deutscher Maler und Grafiker.

## Leben

### Lehre, Kunstgewerbeschule
Heinrich Ehmsen – Sohn eines Korbmachermeisters und dessen Frau – ging nach der Volksschulzeit 1901 in eine vierjährige Lehre als Stubenmaler. Parallel besuchte er in Kiel die Städtische Gewerbeschule, wo er – zeitweise gemeinsam mit Friedrich Peter Drömmer, Werner Lange und Karl Peter Röhl – eine kunsthandwerkliche Ausbildung bei Franz Georg Zimmermann hatte.
Mithilfe eines Stipendiums konnte sich Heinrich Ehmsen von 1906 bis 1909 an der Kunstgewerbeschule Düsseldorf bei Peter Behrens, Fritz Helmuth Ehmcke und J.L.M. Lauweriks zum Dekorationsmaler ausbilden lassen. 1909 gestaltete Ehmsen zusammen mit Lauweriks einen Raum für die Düsseldorfer Ausstellung Christliche Kunst.

### Paris, Académie Colarossi und Café du Dôme
Bei einem Aufenthalt in Paris von 1910 bis 1911 studierte Ehmsen an der Académie Colarossi, und er hatte im Café du Dôme Kontakte zu Ernesto de Fiori, Jules Pascin und Alfred Flechtheim.

### München
1911 siedelte Ehmsen nach München über, wo er von den Malern der Neuen Künstlervereinigung München und des Blauen Reiter beeinflusst wurde. Insbesondere mit Marianne von Werefkin und Alexej Jawlensky pflegte er Kontakt. Er lernte Lis Bertram kennen, die er dann heiratete und die er u. a. 1932 in einem Tafelbild darstellte.

### Erster Weltkrieg
Von 1914 bis 1918 war Ehmsen als Soldat im Ersten Weltkrieg in Frankreich, Rumänien und Flandern stationiert. Seine Eindrücke aus den Jahren 1918 bis 1919 bei den Auseinandersetzungen und dem Zerfall der Münchner Räterepublik spiegeln sich in vielen seiner Werke wider.

### 1920er Jahre
1919 schloss Ehmsen sich der Novembergruppe an. 1920 beantragte er im Fremdenamt bei der Polizeidirektion München eine Aufenthaltsgenehmigung für Werefkin, Jawlensky, Helene Nesnakomoff und Andreas Jawlensky, die ihnen die Möglichkeit gab, ihre Münchener Wohnung aufzulösen.
Am 24. März 1921 trug sich Ehmsen als Maler mit Wohnsitz in München, in Wiesbaden ins Gästebuch von Heinrich Kirchhoff ein.
Im Sommer 1921 mietete Jawlensky die Wohnung von Ehmsen in München und besuchte von dort aus sicherlich Paul Klee, der damals in Possenhofen am Starnberger See wohnte.
Nach einer ausgedehnten Reise 1928 nach Martigues in Südfrankreich siedelte Ehmsen 1929 nach Berlin über.

### 1930er Jahre
1930 wurde Ehmsen Mitglied im Kampfkomitee der Künstler und Geistesarbeiter zur Unterstützung der KPD bei den Reichstagswahlen. Von 1932/1933 hielt er sich mit Lis Bertram-Ehmsen neun Monate in der UdSSR auf, wo er eine Ausstellung in Moskau hatte und seine Werke von Museen angekauft wurden.
Ehmsen war künstlerischer Mitarbeiter bei den Junkers-Werken. Die Tätigkeit hatte ihm Friedrich Peter Drömmer vermittelt, mit dem er am 18. Oktober 1933 vorübergehend von der Gestapo verhaftet wurde. Während seiner Haft im Columbiahaus in Berlin wurden seine Werke aus allen deutschen Museen entfernt. Danach verlor er seine Anstellung.
1933 wurde Ehmsen obligatorisch Mitglied der Reichskammer der bildenden Künste. Er nahm 1934 mit dem Gemälde Letzte Flandernschlacht Sept.–Okt. 1918 an der Großen Berliner Kunstausstellung teil. 1937 wurde im Rahmen der deutschlandweiten konzertierten Aktion „Entartete Kunst“ eine große Zahl seiner Bilder aus Museen beschlagnahmt. Ein großer Teil davon wurde zerstört. Acht Werke wurden in der Ausstellung Entartete Kunst gezeigt. Offenbar wurde er aus der Reichskammer ausgeschlossen, jedoch 1939 wieder aufgenommen. Es sind aber keine weiteren Ausstellungen Ehmsens bekannt.

### 1940er Jahre
Das Berliner Adressbuch verzeichnet Ehmsen 1943 als Kunstmaler in der Konstanzer Straße 14. Von 1940 bis 1944 war Ehmsen Offizier der Wehrmacht. Er war in der Propagandaabteilung des Militärbefehlshaber Frankreich (MBF) eingesetzt, die ihre Weisungen vom Reichsministerium für Volksaufklärung und Propaganda und vom MBF gemeinsam erhielt. Leutnant Ehmsen, zuständig für Bildende Kunst, war „Kamerad“ des in der Abteilung Schrifttum für die Verlagszensur zuständigen Leutnants Gerhard Heller und organisierte mit ihm die Reise französischer Schriftsteller zum Weimarer Dichtertreffen 1941. Er organisierte 1941 eine Reise französischer Maler und Bildhauer nach Deutschland, unter diesen André Derain und Maurice de Vlaminck. Die Breker-Ausstellung in Paris wurde allerdings nicht von Ehmsen, sondern von Karl Epting und dem Deutschen Institut durchgeführt.

### Nach dem Zweiten Weltkrieg
1945 gehörte Ehmsen – gemeinsam mit Karl Hofer – zu den Mitbegründern der Hochschule für bildende Künste in Berlin-Charlottenburg, deren stellvertretender Direktor sowie Leiter der Abteilung Freie Kunst er war. Wegen einer Solidaritätserklärung für den Pariser Congrès mondial des partisans pour la paix (Weltfriedensbewegung) wurde er 1949 entlassen. 1950 wurde Ehmsen Ordentliches Mitglied der Deutschen Akademie der Künste in Ost-Berlin und übernahm die Meisterklasse für Malerei. Er hatte in der Ostzone bzw. der DDR eine bedeutende Zahl von Einzelausstellungen und Ausstellungsbeteiligungen, u. a. 1946 auf der Allgemeinen Deutschen Kunstausstellung und 1962/1963 auf der V. Deutschen Kunstausstellung in Dresden.
Ehmsen war mit Lis Bertram-Ehmsen verheiratet. Ehmsens Grabstätte und die seiner Frau befindet sich auf dem Berliner Dorotheenstädtischen Friedhof. Der Lyriker Jens Gerlach widmete ihm in „Dorotheenstädtische Monologe“ ein Gedicht.
Ehmsens Nachlass wird bei der Akademie der Künste Berlin verwahrt, darunter befinden sich sieben Gemälde.

## Auszeichnung
- 1961: Vaterländischer Verdienstorden in Silber
- 1961: Ernst-Moritz-Arndt-Medaille

## Darstellung Ehmsens in der bildenden Kunst
- Bert Heller: Porträt Prof. H. Ehmsen (Öl, 99 × 70 cm, 1957)
- Jenny Wiegmann: Heinrich Ehmsen (Porträtplastik, Bronze, 1963; Nationalgalerie Berlin)

## Werke (Auswahl)
- Mahi Scheffer in Kornfeld (Öl auf Holz, 1909)[14]

- Erschießung, 1919
- Meine Kinder (Öl auf Leinwand, 1922; Nationalgalerie Berlin)[15]
- Radierungen zu Gerhart Hauptmanns Roman Der Narr in Christo Emanuel Quint, 1927
- Selbstbildnis (Öl auf Leinwand, 1929; Nationalgalerie Berlin)[16]
- Der Angler von Cassis, 1930
- Alter Russe vor Kathedralen (Öl auf Leinwand, 1932; Nationalgalerie Berlin)[17]
- Erschießung des Matrosen Engelhofer (Triptychon, Öl; 1932–1933)
- Harlekine des Krieges, 1945
- Auschwitz (Öl auf Holz, 1948; Nationalgalerie Berlin)[18]

## Ausstellungen
- 1913: Galerie Der Sturm, Berlin, Ersten Deutschen Herbstsalon, Gruppenausstellung
- 1913:  Städtisches Museum Essen, Einzelausstellung unter dem Namen Heinz Ehmke[9]
- 1914: Wiener und Münchner Galerien, Holzschnitte
- 1920: Galerie Goltz, München, Einzelausstellung
- 1926: Kunstverein Wiesbaden, Graphische Arbeiten gemeinsam mit Emil Nolde und Frans Masereel
- 1926: Kunsthalle zu Kiel, Holsteinische Künstler, Gruppenausstellung
- 1968: Staatliches Museum Schwerin, Gedächnisausstellung aus dem Nachlaß des Künstlers.[19]